# Too Wise Wives
Too Wise Wives è un film muto del 1921 diretto da Lois Weber.

## Trama
Marie Graham, donna morigerata e parsimoniosa, cerca in ogni possibile modo di compiacere il marito David, ma costui – anche perché tendenzialmente disattento, nonché vittima di uno sfavorevole momento lavorativo – reagisce spesso con disappunto alle piccole attenzioni della moglie, venendone ad urtare la delicata sensibilità, al punto che Marie colpevolizza se stessa per questi piccoli screzi.
Sara Daly ha sposato John semplicemente perché è ricco. Ha l'accortezza, tuttavia – per prolungare l'agiatezza ricercata e alfine raggiunta – di assecondarlo in tutte le cose (peraltro non numerose né onerose) che sa gli fanno piacere. Per il resto Sara sfrutta il proprio copioso tempo libero per farsi gli affari propri: in primo luogo – oltre allo shopping sfrenato –, cercare di riavviare la relazione col suo ex-fidanzato. E il suo ex è David Graham.
Dopo aver intercettato una lettera di Sara a David (lettera che  trattiene, ma non apre) Marie inizia a sospettare che il marito voglia riallacciare con l'ex fidanzata, per poi, dopo alterne vicende, scoprire che David non aveva mai avuto la minima intenzione di tradirla. Alla fine, una volta chiaritisi gli inghippi, David – si presume – mostrerà maggior attenzione per la moglie, mentre Sara smetterà le proprie brame conquistatrici e si dimostrerà infine felice del proprio matrimonio con John, l'unico ignaro di tutta la vicenda.